# Зелёный Гай (Новгород-Северский район)
Зелёный Гай (укр. Зелений Гай) — бывшее село в Новгород-Северском районе Черниговской области Украины. Население — 0 человек. Ранее был в подчинении Орловского сельского совета. Расположено у истоков реки Кистер.

## История
В 1986 году население села составляло 40 человек. Решением Черниговского областного совета от 15 сентября 2009 года село снято с учёта.